# 사운드가든

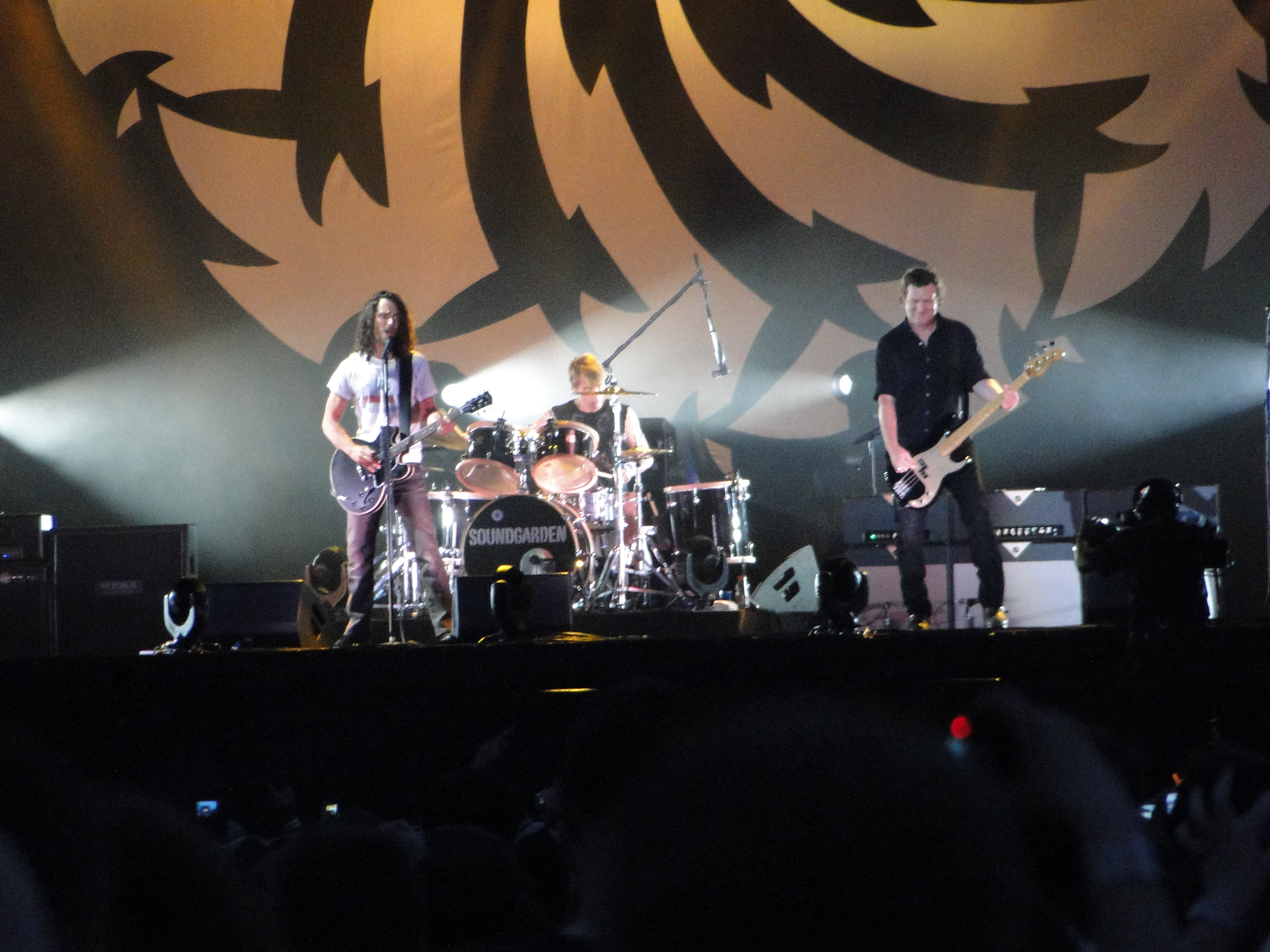
Soundgarden 2010

사운드가든(Soundgarden)은 미국 시애틀 출신의 그런지 밴드이다. 1984년 리드 보컬과 드러머 크리스 코넬, 기타리스트 킴 세일(Kim Thayil), 베이시스트 히로 야마모토(Hiro Yamamoto)의 멤버로 결성되었다. 이후 1986년 맷 캐머런이 드러머로 합류하고, 1990년 베이시스트 히로 야마모토(Hiro Yamamoto)가 벤 셰퍼드(Ben Shepherd)로 교체된다.
사운드가든은 그런지 음악 창시의 핵심적인 밴드 중 하나이다. 사운드가든은 메이저 음반사에 계약한 첫 번째 그런지 밴드였다. 하지만, 1990년 초반 시애틀의 음악 동료인 펄잼과 너바나가 그런지 음악을 대중화 시키기 전까지 상업적인 성공을 거두지 못 했었다.
사운드가든은 1994년 《Superunknown》앨범으로 가장 큰 성공을 거두었고, 이 앨범은 빌보드에 1위로 데뷰하였고, 수록곡인 "블랙 홀 선(Black Hole Sun)"과 "스푼맨(Spoonman)"은 그래미상을 수상하였다. 1997년 창작에 대한 내부 갈등으로 해체하게 된다. 사운드가든은 미국에서 8백만장, 전 세계적으로 2천만장의 앨범을 판매하였다.

## 음반 목록

### 정규 음반
- 《Ultramega OK》(1988년)
- 《Louder Than Love》(1989년)
- 《Badmotorfinger》(1991년)
- 《Superunknown》(1994년)
- 《Down on the Upside》(1996년)
- 《King Animal》(2012년)